# St Michael Paternoster Royal

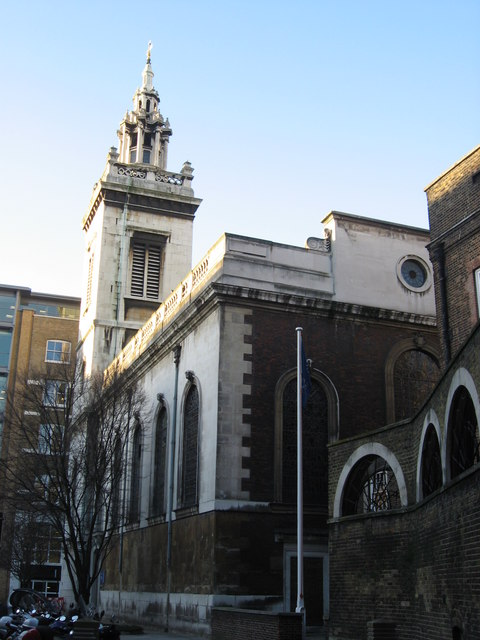
St Michael Paternoster Royal

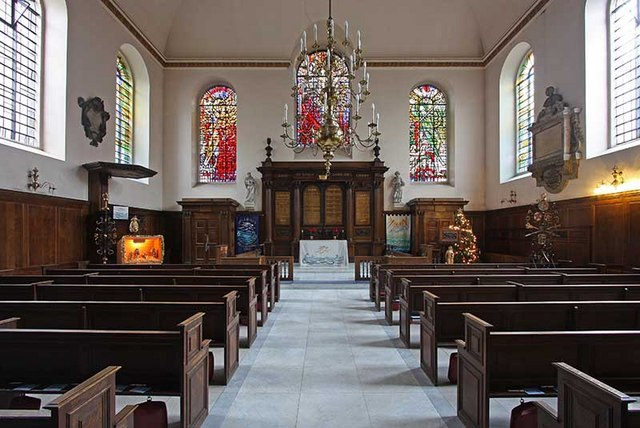
Innenraum

St Michael Paternoster Royal ist eine anglikanische Kirche im Londoner Innenstadtbezirk City of London. 

## Geschichte
Die erstmals 1219 erwähnte Kirche zum Erzengel Michael der Londoner Paternostermacher wurde 1666 im Großen Brand von London zerstört, aber ab 1686 als eine der letzten der sogenannten Wren-Kirchen wiederaufgebaut. Finanzierungsprobleme führten jedoch 1688 zu einer Unterbrechung der Bauarbeiten, so dass die Einweihung erst 1694 stattfinden konnte, der Turm wurde 1713 bis 1717 zugefügt. Restaurierungen fanden 1820 durch James Elmes, 1866 durch William Butterfield und 1894 Ewan Christian statt. Nach abermaliger Zerstörung im Zweiten Weltkrieg und der nachfolgenden Entscheidung zum Abbruch der Ruine mit Ausnahme des Turmbaus wurde die Kirche schließlich 1966–68 durch Elidir Davies rekonstruiert.

## Architektur
Die von Christopher Wren erbaute Kirche stellte eine einfache kastenförmige Saalkirche dar, deren Innenraum mit einer Voutendecke geschlossen ist. In die Südwestecke ist ein schlichter  Kirchturm integriert, dessen Besonderheit sein von Nicholas Hawksmoor entworfener reichgegliederter Oktogonaufsatz ähnlich dem von St Stephen Walbrook und St James Garlickhythe ist.